# Boxweltmeisterschaften der Frauen 2022
Die 12. IBA Boxweltmeisterschaften der Frauen 2022 wurden vom 9. bis zum 20. Mai in der türkischen Millionenmetropole Istanbul ausgetragen. Das Land war damit nach 2002 (Antalya) zum bereits zweiten Mal Austragungsort von Frauen-Weltmeisterschaften im Boxen. Darüber hinaus wurde es mit 310 Teilnehmerinnen aus 73 Nationen das bis dahin teilnehmerstärkste Frauen-Boxevent der Sportgeschichte. Austragungsort der 298 Kämpfe in 12 Gewichtsklassen war der rund 5000 Sitzplätze umfassende Sportkomplex Başakşehir Gençlik ve Spor Tesisleri.
Erfolgreichste Nation wurde die Türkei mit fünf Gold- und zwei Bronzemedaillen.

## Teilnehmende Nationen
- Algerien (4)
- Argentinien (5)
- Armenien (4)
- Australien (10)
- Barbados (1)
- Burundi (1)
- Bolivien (2)
- Brasilien (4)
- Bulgarien (6)
- Kanada (4)
- Cayman Islands (1)
- Chile (1)
- Demokratische Republik Kongo (5)
- Kolumbien (4)
- Kap Verde (1)
- Kroatien (4)
- Dominikanische Republik (3)
- Ägypten (2)
- England (4)
- Spanien (5)
- Finnland (2)
- Frankreich (5)
- Deutschland (7)
- Griechenland (2)
- Guatemala (1)
- Haiti (1)
- Ungarn (4)
- Indien (12)
- Irland (9)
- Italien (8)
- Japan (8)
- Kasachstan (12)
- Kenia (10)
- Kirgisistan (1)
- Südkorea (10)
- Kosovo (1)
- Kuwait (1)
- Lettland (1)
- Litauen (3)
- Marokko (6)
- Mexiko (3)
- Mongolei (9)
- Mali (1)
- Mosambik (2)
- Niederlande (1)
- Nepal (4)
- Panama (1)
- Paraguay (1)
- Philippinen (1)
- Polen (8)
- Puerto Rico (5)
- Rumänien (5)
- Südafrika (8)
- Schottland (1)
- Senegal (2)
- Sierra Leone (1)
- Slowenien (1)
- Serbien (6)
- Slowakei (1)
- Schweden (2)
- Tonga (1)
- Thailand (6)
- Tadschikistan (4)
- Chinesisch Taipeh (7)
- Trinidad und Tobago (2)
- Türkei (12)
- Ukraine (12)
- Vereinigte Staaten (8)
- Usbekistan (10)
- Venezuela (5)
- Vietnam (1)
- Wales (2)
- FCT (Fair Chance Team: 2)

## Medaillengewinner
| Klasse                        | Gold                             | Silber                       | Bronze                                                         |
| ----------------------------- | -------------------------------- | ---------------------------- | -------------------------------------------------------------- |
| Minimumgewicht (45–48 kg)     | Ayşe Çağırır Türkei              | Alua Balkibekowa Kasachstan  | Florencia López Argentinien Sewda Assenowa Bulgarien           |
| Halbfliegengewicht (48–50 kg) | Buse Naz Çakıroğlu Türkei        | Íngrit Valencia Kolumbien    | Laura Fuertes Spanien Aziza Jokubowa Usbekistan                |
| Fliegengewicht (50–52 kg)     | Nikhat Zareen Indien             | Jutamas Jitpong Thailand     | Caroline De Almeida Brasilien Schaina Schekerbekowa Kasachstan |
| Bantamgewicht (52–54 kg)      | Hatice Akbaş Türkei              | Lăcrămioara Perijoc Rumänien | Preedakamon Tintabthai Thailand Dina Scholaman Kasachstan      |
| Federgewicht (54–57 kg)       | Lin Yu-ting Taiwan               | Irma Testa Italien           | Karina Ibragimowa Kasachstan Manisha Moun Indien               |
| Leichtgewicht (57–60 kg)      | Rashida Ellis Vereinigte Staaten | Beatriz Ferreira Brasilien   | Donjeta Sadiku Kosovo Alessia Mesiano Italien                  |
| Halbweltergewicht (60–63 kg)  | Amy Broadhurst Irland            | Imane Khelif Algerien        | Parveen Hooda Indien Chelsey Heijnen Niederlande               |
| Weltergewicht (63–66 kg)      | Busenaz Sürmeneli Türkei         | Charlie Cavanagh Kanada      | Janjaem Suwannapheng Thailand Ichrak Chaib Algerien            |
| Halbmittelgewicht (66–70 kg)  | Lisa O’Rourke Irland             | Alcinda Panguana Mosambik    | Sema Çalışkan Türkei Valentina Chalzova Kasachstan             |
| Mittelgewicht (70–75 kg)      | Tammara Thibeault Kanada         | Atheyna Bylon Panama         | Rady Gramane Mosambik Davina Michel Frankreich                 |
| Halbschwergewicht (75–81 kg)  | Gabrielė Stonkutė Litauen        | Oliwia Toborek Polen         | Elif Güneri Türkei Jessica Bagley Australien                   |
| Schwergewicht (+81 kg)        | Şennur Demir Türkei              | Khadija El-Mardi Marokko     | Lidia Fidura Polen Mochira Abdullajewa Usbekistan              |